# Tim Cahill
Timothy Filiga Cahill (/ˈkɑːhɪl, ˈkeɪ-/; sinh ngày 6 tháng 12 năm 1979) là một cựu cầu thủ bóng đá chuyên nghiệp người Úc. Anh từng thi đấu cho Millwall, Everton, New York Red Bulls, Thượng Hải Lục Địa Thân Hoa, Hàng Châu Lục Thành, Melbourne City và Jamshedpur. Cahill thi đấu trong vai trò tiền vệ tấn công, tuy nhiên anh cũng có thể chơi ở hàng tiền đạo. Cahill được biết tới với "sự năng nổ và mạnh mẽ cùng khả năng đánh đầu trong vòng cấm".
Cahill hiện là cầu thủ ghi nhiều bàn nhất cho đội tuyển quốc gia Úc với 50 bàn trong 108 trận từ năm 2004 tới năm 2018. Anh là cầu thủ người Úc đầu tiên ghi bàn tại một Giải vô địch bóng đá thế giới. Cahill ghi bàn tại ba kỳ World Cup (2006, 2010, 2014) và là cầu thủ Úc ghi bàn nhiều nhất tại World Cup với 5 bàn. Năm 2007, anh là cầu thủ Úc đầu tiên ghi bàn tại Cúp bóng đá châu Á. Anh cũng nổi tiếng với phong cách ăn mừng bàn thắng bằng cách đấm nhiều lần vào cột cờ góc của mình. 
Ngày 31 tháng 7 năm 2019, Tim Cahill chính thức giã từ sự nghiệp thi đấu quốc tế sau 24 năm thi đấu chuyên nghiệp.

## Thống kê sự nghiệp

### Câu lạc bộ
Tính đến 28 tháng 1 năm 2019
| Câu lạc bộ          | Mùa giải  | Giải đấu | Giải đấu | FA Cup | FA Cup | League Cup | League Cup | Châu lục | Châu lục | Khác | Khác | Tổng cộng | Tổng cộng |
| Câu lạc bộ          | Mùa giải  | Trận     | Bàn      | Trận   | Bàn    | Trận       | Bàn        | Trận     | Bàn      | Trận | Bàn  | Trận      | Bàn       |
| ------------------- | --------- | -------- | -------- | ------ | ------ | ---------- | ---------- | -------- | -------- | ---- | ---- | --------- | --------- |
| Millwall            | 1997–98   | 1        | 0        | 0      | 0      | 0          | 0          | –        | –        | 0    | 0    | 1         | 0         |
| Millwall            | 1998–99   | 36       | 6        | 0      | 0      | 1          | 0          | –        | –        | 4    | 0    | 41        | 6         |
| Millwall            | 1999–2000 | 45       | 12       | 1      | 0      | 2          | 0          | –        | –        | 3    | 0    | 51        | 12        |
| Millwall            | 2000–01   | 41       | 9        | 2      | 0      | 4          | 1          | –        | –        | 1    | 0    | 48        | 10        |
| Millwall            | 2001–02   | 43       | 13       | 2      | 0      | 2          | 0          | –        | –        | 2    | 0    | 49        | 13        |
| Millwall            | 2002–03   | 11       | 3        | 0      | 0      | 0          | 0          | –        | –        | 0    | 0    | 11        | 3         |
| Millwall            | 2003–04   | 40       | 9        | 7      | 3      | 1          | 0          | –        | –        | 0    | 0    | 48        | 12        |
| Millwall            | Tổng cộng | 217      | 52       | 12     | 3      | 10         | 1          | –        | –        | 10   | 0    | 249       | 56        |
| Everton             | 2004–05   | 33       | 11       | 2      | 1      | 3          | 0          | –        | –        | –    | –    | 38        | 12        |
| Everton             | 2005–06   | 32       | 6        | 3      | 1      | 0          | 0          | 4        | 1        | –    | –    | 39        | 8         |
| Everton             | 2006–07   | 18       | 5        | 0      | 0      | 3          | 2          | –        | –        | –    | –    | 21        | 7         |
| Everton             | 2007–08   | 18       | 7        | 0      | 0      | 4          | 1          | 6        | 2        | –    | –    | 28        | 10        |
| Everton             | 2008–09   | 30       | 8        | 7      | 1      | 1          | 0          | 2        | 0        | –    | –    | 40        | 9         |
| Everton             | 2009–10   | 33       | 8        | 2      | 1      | 1          | 0          | 7        | 1        | –    | –    | 43        | 10        |
| Everton             | 2010–11   | 27       | 9        | 1      | 0      | 0          | 0          | –        | –        | –    | –    | 28        | 9         |
| Everton             | 2011–12   | 35       | 2        | 4      | 1      | 2          | 0          | –        | –        | –    | –    | 41        | 3         |
| Everton             | Tổng cộng | 226      | 56       | 19     | 5      | 14         | 3          | 19       | 4        | 0    | 0    | 278       | 68        |
| New York Red Bulls  | 2012      | 12       | 1        | 0      | 0      | 2          | 0          | –        | –        | 0    | 0    | 14        | 1         |
| New York Red Bulls  | 2013      | 27       | 11       | 0      | 0      | 2          | 1          | –        | –        | 0    | 0    | 29        | 12        |
| New York Red Bulls  | 2014      | 23       | 2        | 0      | 0      | 5          | 1          | 1        | 0        | 0    | 0    | 29        | 3         |
| New York Red Bulls  | Tổng cộng | 62       | 14       | 0      | 0      | 9          | 2          | 1        | 0        | 0    | 0    | 72        | 16        |
| Thân Hoa Thượng Hải | 2015      | 28       | 11       | 6      | 1      | –          | –          | –        | –        | –    | –    | 34        | 12        |
| Thân Hoa Thượng Hải | Tổng cộng | 28       | 11       | 6      | 1      | -          | -          | -        | -        | -    | -    | 34        | 12        |
| Hàng Châu Lục Thành | 2016      | 16       | 4        | 0      | 0      | –          | –          | –        | –        | –    | –    | 16        | 4         |
| Hàng Châu Lục Thành | Tổng cộng | 17       | 4        | 0      | 0      | -          | -          | -        | -        | -    | -    | 17        | 4         |
| Melbourne City      | 2016–17   | 22       | 11       | 4      | 2      | 1          | 0          | –        | –        | –    | –    | 27        | 13        |
| Melbourne City      | 2017–18   | 6        | 0        | 1      | 0      | –          | –          | –        | –        | –    | –    | 7         | 0         |
| Melbourne City      | Tổng cộng | 28       | 11       | 5      | 2      | 1          | 0          | 0        | 0        | 0    | 0    | 34        | 13        |
| Millwall            | 2017–18   | 10       | 0        | 0      | 0      | 0          | 0          | –        | –        | 0    | 0    | 10        | 0         |
| Millwall            | Tổng cộng | 10       | 0        | 0      | 0      | 0          | 0          | –        | –        | 0    | 0    | 10        | 0         |
| Jamshedpur          | 2018–19   | 11       | 2        | –      | –      | 0          | 0          | 0        | 0        | –    | –    | 11        | 2         |
| Jamshedpur          | Tổng cộng | 11       | 2        | –      | –      | 0          | 0          | 0        | 0        | –    | –    | 11        | 2         |
| Tổng cộng           | Tổng cộng | 599      | 150      | 42     | 11     | 34         | 6          | 20       | 4        | 11   | 1    | 706       | 172       |

### Quốc tế
Tính đến 20 tháng 11 năm 2018
| Úc        | Úc   | Úc  |
| Năm       | Trận | Bàn |
| --------- | ---- | --- |
| 2004      | 5    | 7   |
| 2005      | 9    | 1   |
| 2006      | 8    | 3   |
| 2007      | 5    | 1   |
| 2008      | 3    | 2   |
| 2009      | 7    | 5   |
| 2010      | 9    | 2   |
| 2011      | 9    | 3   |
| 2012      | 5    | 2   |
| 2013      | 2    | 3   |
| 2014      | 14   | 7   |
| 2015      | 13   | 11  |
| 2016      | 6    | 3   |
| 2017      | 10   | 2   |
| 2018      | 4    | 0   |
| Tổng cộng | 108  | 50  |

### Bàn thắng quốc tế
| #  | Ngày                 | Địa điểm                                             | Đối thủ          | Bàn thắng | Kết quả | Giải đấu                 |
| -- | -------------------- | ---------------------------------------------------- | ---------------- | --------- | ------- | ------------------------ |
| 1  | 31 tháng 5 năm 2004  | Sân vận động Hindmarsh, Adelaide, Úc                 | Tahiti           | 1–0       | 9–0     | OFC Cup 2004             |
| 2  | 31 tháng 5 năm 2004  | Sân vận động Hindmarsh, Adelaide, Úc                 | Tahiti           | 4–0       | 9–0     | OFC Cup 2004             |
| 3  | 2 tháng 6 năm 2004   | Khu liên hợp thể thao Marden, Adelaide, Úc           | Fiji             | 1–1       | 6–1     | OFC Cup 2004             |
| 4  | 2 tháng 6 năm 2004   | Khu liên hợp thể thao Marden, Adelaide, Úc           | Fiji             | 4–1       | 6–1     | OFC Cup 2004             |
| 5  | 2 tháng 6 năm 2004   | Khu liên hợp thể thao Marden, Adelaide, Úc           | Fiji             | 5–1       | 6–1     | OFC Cup 2004             |
| 6  | 6 tháng 6 năm 2004   | Sân vận động Hindmarsh, Adelaide, Úc                 | Quần đảo Solomon | 1–1       | 2–2     | OFC Cup 2004             |
| 7  | 16 tháng 11 năm 2004 | Craven Cottage, Luân Đôn, Anh                        | Na Uy            | 2–1       | 2–2     | Giao hữu                 |
| 8  | 3 tháng 9 năm 2005   | Sân vận động bóng đá Sydney, Sydney, Úc              | Quần đảo Solomon | 4–0       | 7–0     | Vòng loại World Cup 2006 |
| 9  | 4 tháng 6 năm 2006   | Sân vận động Feijenoord, Rotterdam, Hà Lan           | Hà Lan           | 1–1       | 1–1     | Giao hữu                 |
| 10 | 12 tháng 6 năm 2006  | Sân vận động Fritz Walter, Kaiserslautern, Đức       | Nhật Bản         | 1–1       | 3–1     | World Cup 2006           |
| 11 | 12 tháng 6 năm 2006  | Sân vận động Fritz Walter, Kaiserslautern, Đức       | Nhật Bản         | 2–1       | 3–1     | World Cup 2006           |
| 12 | 8 tháng 7 năm 2007   | Sân vận động Rajamangala, Bangkok, Thái Lan          | Oman             | 1–1       | 1–1     | Asian Cup 2007           |
| 13 | 6 tháng 2 năm 2008   | Sân vận động Docklands, Melbourne, Úc                | Qatar            | 2–0       | 3–0     | Vòng loại World Cup 2010 |
| 14 | 15 tháng 10 năm 2008 | Sân vận động Suncorp, Brisbane, Úc                   | Qatar            | 1–0       | 4–0     | Vòng loại World Cup 2010 |
| 15 | 17 tháng 6 năm 2009  | Melbourne Cricket Ground, Melbourne, Úc              | Nhật Bản         | 1–1       | 2–1     | Vòng loại World Cup 2010 |
| 16 | 17 tháng 6 năm 2009  | Melbourne Cricket Ground, Melbourne, Úc              | Nhật Bản         | 2–1       | 2–1     | Vòng loại World Cup 2010 |
| 17 | 12 tháng 8 năm 2009  | Thomond Park, Limerick, Ireland                      | Cộng hòa Ireland | 1–0       | 3–0     | Giao hữu                 |
| 18 | 12 tháng 8 năm 2009  | Thomond Park, Limerick, Ireland                      | Cộng hòa Ireland | 2–0       | 3–0     | Giao hữu                 |
| 19 | 14 tháng 10 năm 2009 | Sân vận động Docklands, Melbourne, Úc                | Oman             | 1–0       | 1–0     | Vòng loại Asian Cup 2011 |
| 20 | 5 tháng 6 năm 2010   | Sân vận động Ruimsig, Roodepoort, Nam Phi            | Hoa Kỳ           | 1–1       | 1–3     | Giao hữu                 |
| 21 | 23 tháng 6 năm 2010  | Sân vận động Mbombela, Nelspruit, Nam Phi            | Serbia           | 1–0       | 2–1     | World Cup 2010           |
| 22 | 11 tháng 1 năm 2011  | Sân vận động Jassim bin Hamad, Doha, Qatar           | Ấn Độ            | 1–0       | 4–0     | Asian Cup 2011           |
| 23 | 11 tháng 1 năm 2011  | Sân vận động Jassim bin Hamad, Doha, Qatar           | Ấn Độ            | 4–0       | 4–0     | Asian Cup 2011           |
| 24 | 10 tháng 8 năm 2011  | Sân vận động Cardiff City, Cardiff, Wales            | Wales            | 2–1       | 2–1     | Giao hữu                 |
| 25 | 6 tháng 9 năm 2012   | Sân vận động Quốc tế Saida, Sidon, Liban             | Liban            | 1–0       | 3–0     | Giao hữu                 |
| 26 | 16 tháng 10 năm 2012 | Sân vận động Grand Hamad, Doha, Qatar                | Iraq             | 1–1       | 2–1     | Vòng loại World Cup 2014 |
| 27 | 26 tháng 3 năm 2013  | Sân vận động Australia, Sydney, Úc                   | Oman             | 1–2       | 2–2     | Vòng loại World Cup 2014 |
| 28 | 11 tháng 6 năm 2013  | Sân vận động Docklands, Melbourne, Úc                | Jordan           | 2–0       | 4–0     | Vòng loại World Cup 2014 |
| 29 | 19 tháng 11 năm 2013 | Sân vận động bóng đá Sydney, Sydney, Úc              | Costa Rica       | 1–0       | 1–0     | Giao hữu                 |
| 30 | 5 tháng 3 năm 2014   | The Den, Luân Đôn, Anh                               | Ecuador          | 1–0       | 3–4     | Giao hữu                 |
| 31 | 5 tháng 3 năm 2014   | The Den, Luân Đôn, Anh                               | Ecuador          | 3–0       | 3–4     | Giao hữu                 |
| 32 | 26 tháng 5 năm 2014  | Sân vận động Australia, Sydney, Úc                   | Nam Phi          | 1–1       | 1–1     | Giao hữu                 |
| 33 | 13 tháng 6 năm 2014  | Arena Pantanal, Cuiabá, Brasil                       | Chile            | 1–2       | 1–3     | World Cup 2014           |
| 34 | 18 tháng 6 năm 2014  | Sân vận động Beira-Rio, Porto Alegre, Brasil         | Hà Lan           | 1–1       | 2–3     | World Cup 2014           |
| 35 | 8 tháng 9 năm 2014   | Craven Cottage, Luân Đôn, Anh                        | Ả Rập Xê Út      | 1–0       | 3–2     | Giao hữu                 |
| 36 | 18 tháng 11 năm 2014 | Sân vận động Nagai, Osaka, Nhật Bản                  | Nhật Bản         | 1–2       | 1–2     | Giao hữu                 |
| 37 | 9 tháng 1 năm 2015   | Sân vận động Melbourne Rectangular, Melbourne, Úc    | Kuwait           | 1–1       | 4–1     | Asian Cup 2015           |
| 38 | 22 tháng 1 năm 2015  | Sân vận động Suncorp, Brisbane, Úc                   | Trung Quốc       | 1–0       | 2–0     | Asian Cup 2015           |
| 39 | 22 tháng 1 năm 2015  | Sân vận động Suncorp, Brisbane, Úc                   | Trung Quốc       | 2–0       | 2–0     | Asian Cup 2015           |
| 40 | 8 tháng 9 năm 2015   | Sân vận động Pamir, Dushanbe, Tajikistan             | Tajikistan       | 2–0       | 3–0     | Vòng loại World Cup 2018 |
| 41 | 8 tháng 9 năm 2015   | Sân vận động Pamir, Dushanbe, Tajikistan             | Tajikistan       | 3–0       | 3–0     | Vòng loại World Cup 2018 |
| 42 | 12 tháng 11 năm 2015 | Sân vận động Canberra, Canberra, Úc                  | Kyrgyzstan       | 2–0       | 3–0     | Vòng loại World Cup 2018 |
| 43 | 17 tháng 11 năm 2015 | Sân vận động Quốc gia Bangabandhu, Dhaka, Bangladesh | Bangladesh       | 1–0       | 4–0     | Vòng loại World Cup 2018 |
| 44 | 17 tháng 11 năm 2015 | Sân vận động Quốc gia Bangabandhu, Dhaka, Bangladesh | Bangladesh       | 2–0       | 4–0     | Vòng loại World Cup 2018 |
| 45 | 17 tháng 11 năm 2015 | Sân vận động Quốc gia Bangabandhu, Dhaka, Bangladesh | Bangladesh       | 3–0       | 4–0     | Vòng loại World Cup 2018 |
| 46 | 29 tháng 3 năm 2016  | Sân vận động bóng đá Sydney, Sydney, Úc              | Jordan           | 1–0       | 5–1     | Vòng loại World Cup 2018 |
| 47 | 29 tháng 3 năm 2016  | Sân vận động bóng đá Sydney, Sydney, Úc              | Jordan           | 3–0       | 5–1     | Vòng loại World Cup 2018 |
| 48 | 6 tháng 9 năm 2016   | Sân vận động Mohammed bin Zayed, Abu Dhabi, UAE      | UAE              | 1–0       | 1–0     | Vòng loại World Cup 2018 |
| 49 | 10 tháng 10 năm 2017 | Sân vận động Australia, Sydney, Úc                   | Syria            | 1–1       | 2–1     | Vòng loại World Cup 2018 |
| 50 | 10 tháng 10 năm 2017 | Sân vận động Australia, Sydney, Úc                   | Syria            | 2–1       | 2–1     | Vòng loại World Cup 2018 |

## Danh hiệu
Millwall
- Football League Second Division: 2000–01
- FA Cup á quân: 2003–04[10]
- Football League Trophy á quân: 1998–99

Everton
- FA Cup á quân: 2008–09

New York Red Bulls
- MLS Supporter's Shield: 2013

Shanghai Shenhua
- Chinese FA Cup á quân: 2015

Melbourne City
- FFA Cup: 2016

Đội tuyển Úc
- AFC Asian Cup: 2015;[11]  á quân: 2011[12]
- OFC Nations Cup: 2004[13]